# Schotten (Molkenkäse)
Schotten oder Molkenkäse wird nicht aus Milch, sondern aus der Molke hergestellt. Molkenkäse ist ein besonders fettarmer Käse.
Molke ist ein Nebenerzeugnis, welches bei der Herstellung von Käse aus Milch entsteht. Wesentlicher Unterschied von Labkäse oder Sauermilchkäse zu Molkenkäse ist, dass der Molkenkäse kein Kasein  enthält, sondern die Molkeneiweiße Albumin und Globulin. Deren Ausfällung (Gerinnung) erfolgt durch Hitze. Kasein gerinnt hingegen durch die Labenzyme Pepsin und Chymosin oder durch Sauerlegung.
Teilweise wird zwischen Schotten (Molkeneiweißkäse) und Molkenkäse unterschieden. Die meisten als Molkenkäse gehandelten Käsearten sind Molkeneiweißkäse, sie  bestehen hauptsächlich aus dem Eiweiß der Molke, dem Albumin, und enthalten nur sehr wenig Milchzucker. Eigentlicher Molkenkäse enthält auch noch den Milchzucker und wird durch das Eindicken der Molke gewonnen.

## Schotten
Zur Gewinnung von Schotten wird die Molke bis auf 95 °C erwärmt und oftmals wird ihr kurz vor Erreichen der Temperatur Säuremittel zugesetzt, wobei sich in der Folge die Molkeneiweiße Albumin und Globulin an der Oberfläche absetzen, wo sie abgeschöpft und weiterverarbeitet werden können. Die zurückbleibende Molke ist dann nicht mehr gelblich und trüb, sondern eher grünlich und durchsichtig klar.
Molkenkäse kann nach dem Abschöpfen noch feingeschlagen und gesalzen werden, womit er eine cremige Konsistenz erreicht.
Schotten sind der:
- Anari aus Zypern

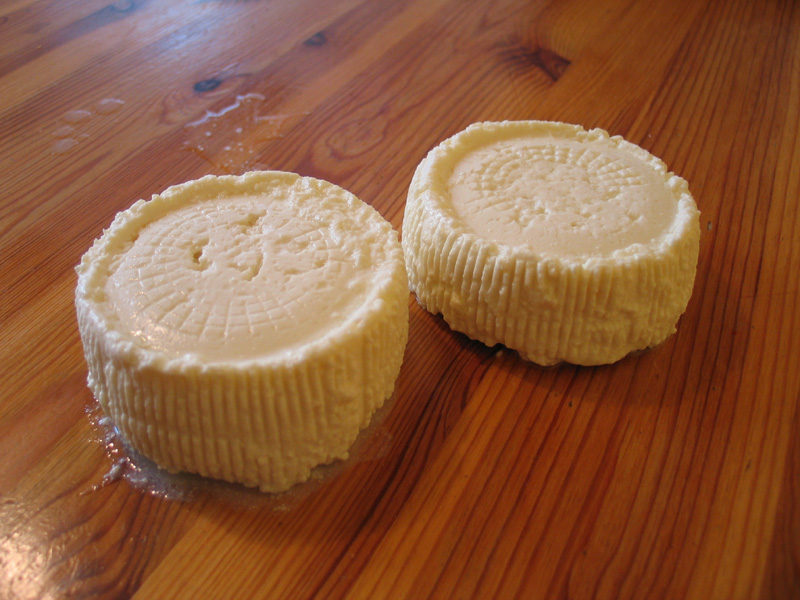
Brocciu, ein korsischer Molkenkäse

- Breuil aus dem französischen Baskenland
- Brocciu, ein sehr bekannter korsischer Käse
- Greuilh, ein Käse aus dem französischen Aquitanien, der besonders gut zu Quittenmarmelade passt
- Lor, ein türkischer Molkenkäse
- Ricotta, eine Spezialität aus Italien
- Sérac, ein Käse aus den französischen und Walliser Alpen
- Urdă, eine Spezialität aus Rumänien
- Ziger, auch Zieger, deutsch allgemein für Molkenkäse
- Gailtaler Almschotten, aus Kärnten, Österreich, häufig über einheimischem Holz geräuchert

## Karamellisierte Molke

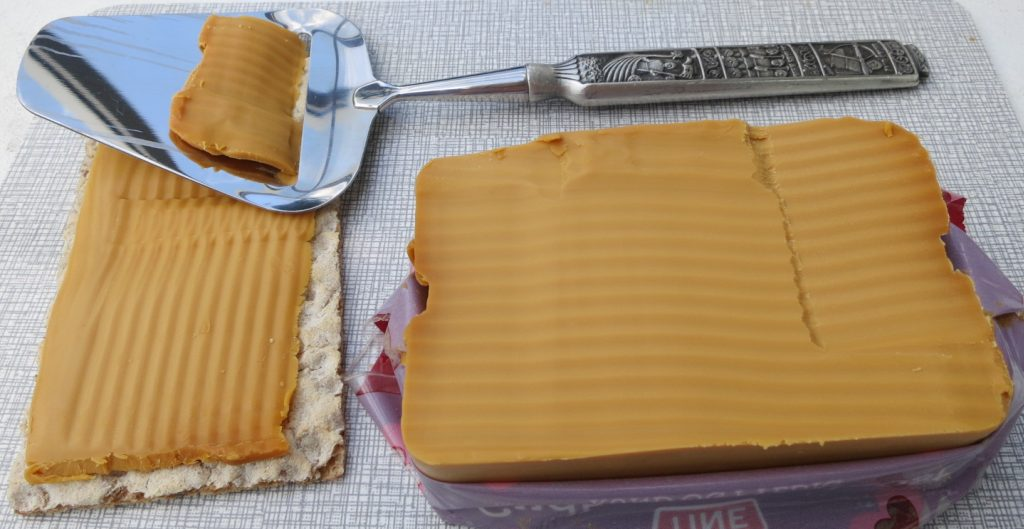
Braunkäse mit Knäckebrot und Käsehobel

Die nach der Molkenkäseherstellung verbleibende Restmolke wird stundenlang bei hoher Hitze gerührt und damit reduziert.
- Braunkäse in Norwegen aus Ziegenmilchmolke oder Kuhmilchmolke hergestellt, z. B. Ekte Geitost, Gudbrandsdalsost, Fløtemysost
- Älplerschokolade, hergestellt in der Schweiz und in Vorarlberg. Sie gilt als besondere, sehr teure und selten erhältliche Spezialität.